# Knäred
Knäred (tidligere også Knærød på dansk) er en by med 1.088 indbyggere (2010) i Laholms kommun, Hallands län i Sverige. Byen ligger cirka 20 kilometer øst for hovedbyen Laholm.
Åen Lagan har flere vigtige vandfald med vandkraftværker i Knäredsområdet. Herfra forsynes både det sydlige Sverige og Sjælland med elektricitet.

## Historie
1697 lå en skvatmølle i "Knäröd åh" (Krokån); på samme plads lå 1870 en mølle ejet af hele byen på nær præstegården, som havde sin egen mølle.
Kirken i Knäred blev bygget i 1854, men den har beholdt både klokke og krucifiks fra den middelalderlige kirke, der lå lidt nordligere.
Den 20. januar 1613 fandt fredsslutningen mellem Danmark og Sverige efter Kalmarkrigen sted ved Knäred (se Freden i Knäred). Der er opsat en mindesten ved Sjöared. Sverige måtte opgive kravene på Baltikum og Finnmarken og forpligtede sig til at betale en krigsskadeserstatning på 1 million rigsdaler.
Derfor kaldes byens gæstgiveri Freden.

## Bynavnet
Knäred har gennem tiden været stavet forskelligt: 1304 Knarruth, 1475 Kneryth, 1580 Kneritt, 1646 Knäeered, efter 1718 Knäred.

## Referecer
- Roland Andréasson (red.): De små stugornas folk - En torpinventering av Knäreds forskarring", Förlaget Utsikten, ISBN 91-88806-35-9

56°31′07″N 13°19′27″Ø / 56.51861°N 13.324231°Ø